# Ludwig von Mises Institute
Ludwig von Mises Institute (LvMI), se sídlem v Auburnu v Alabamě v USA je americká libertariánská organizace, která se zabývá výzkumem a vzděláváním na poli ekonomie, filozofie a politické ekonomie. Institut popisuje svoje úsilí jako snahu o umístění lidské volby do centra ekonomické teorie, snahu o povzbuzení kritického historického výzkumu a snahu o obranu tržní ekonomiky, soukromého vlastnictví, zdravých peněz a mírové vztahy mezi národy. Naopak institut kritizuje vládní zásahy jako ekonomicky a společensky destruktivní. Institut byl založen roku 1982 a řídila ho až do své smrti roku 1993 vdova po Misesovi Margit von Mises. Současným předsedou institutu je Lew Rockwell Prezidentem institutu je Douglas French.

## Vzdělávání a financování
Vzdělávání je inspirováno prací představitele Rakouské ekonomické školy Ludwiga von Misese. Silný vliv mají i další představitelé této školy ekonomové Murray Rothbard, Friedrich August von Hayek, Hans-Hermann Hoppe, Henry Hazlitt atd. Institut je placen pouze ze soukromých prostředků. Institut se nepovažuje za klasický think tank, přestože má pracovní vztahy s jednotlivci jako je americký senátor Ron Paul a organizacemi jako je Foundation for Economic Education, tak nemá žádné formální vztahy s žádnou politickou stranou (ani Libertariánskou stranou) a od žádné strany nedostává ani finance. Neakceptuje žádný kontrakt s obchodními společnostmi anebo jinými organizacemi. V roce 2007 činily roční příjmy institutu 3 583 575 dolarů a jeho výdaje 2 852 751 dolarů. Výdaje byly vynaloženy na programy institutu (75,5 %), administrativu (13,6 %) a fundraising (10,7 %). Institut neobdržel žádné peníze z veřejných zdrojů.
Po vzoru amerického institutu působí i další Ludwig von Mises instituty v zahraničí, například v Belgii, Polsku, Argentině, Brazílii, Rumunsku, Ekvádoru, Portugalsku a v Slovenské i České republice. S těmito odnožemi ovšem americký Ludwig von Mises institut nemá ustaveny žádné formální vztahy.
Oficiální motto institutu je „Tu ne cede malis sed contra audentior ito“, které pochází z Vergiliovy Aeneidy, kniha VI; motto v překladu znamená: “Neustupuj před zlem, ale ještě odvážněji proti němu bojuj”.

## Cíle institutu
Cílem institutu je „podkopat etatismus ve všech jeho formách“. Jeho metodologie je založena na praxeologii - na lidském jednání. Ekonomické teorie rozvíjené institutem vidí všechny vládní zásahy jako destruktivní, ať se jedná o sociální péči, inflaci, daně, regulace nebo válku. Institut kritizuje etatismus a demokracii, kterou popisuje jako donucení, které je nekompatibilní s růstem blahobytu, a jako rozporuplný systém a systém legalizované korupce.

## Kritika
Institut byl některými libertariány kritizován za paleolibertariánské a pravicové kulturní názory některých jeho vůdčích osobností na témata jako rasa, imigrace a prezidentská kampaň Donalda Trumpa. Podle neziskové organizace Southern Poverty Law Center někteří členové institutu sympatizují s neokonfederačním myšlenkovým proudem a historickým narativem.

## Činnost
Institut sponzoruje učitelské a studentské konference a semináře, které se zabývají širokou škálou oblastí od monetární politiky po historii válek. Institut vydal množství knih (knihy Ludwiga von Misese, Murraye N. Rothbarda, Henryho Hazlitta a dalších), teoretických statí a článků, které se zabývají ekonomií, právem, historií atp. Produkoval také několik filmů (Liberty and Economics: The Ludwig von Mises Legacy, The Future of Austrian Economics and Money, Banking, and the Federal Reserve). Od roku 1995 provozuje institut také své internetové stránky. Institut vydává i několik periodik (například The Free Market, The Austrian Economics Newsletter, The Journal of Libertarian Studies a The Quarterly Journal of Austrian Economics).
Mezi pozoruhodné knihy vydané institutem patří:
- Human Action od Ludwiga von Misese (česky Lidské jednání, Liberální institut 2006) – magnus opum Misese, odmítající pozitivistickou metodu ekonomie, obhajující apriorní epistemologii a definující praxeologii jako vědu,
- Man, Economy, and State (Power and Market) od Murraye N. Rothbarda (česky Zásady ekonomie a Ekonomie státních zásahů, Liberální institut 2005 a 2001) – pojednání o ekonomii a zásazích státu a jejich dopadech, původně byla závěrečná část díla z důvodu konfliktu s původním vydavatelem vydána zvlášť pod názvem Power and Market,
- For a New Liberty, od Murraye N. Rothbarda (česky For a New Liberty, Ludwig von Mises institut Česko a Slovensko, on-line) – kniha obsahuje detailně rozvedené základní myšlenky liberalismu, jejich aplikace v jednotlivých odvětvích a konečně i návrh cesty za novou svobodou, [3]
- The Case for Gold od Rona Paula a Lewise Lehrmana – libertariánská obhajoba zlatého standardu z pohledu menšiny členů U. S. Gold Commission,
- Mises and Austrian Economics od Rona Paula,
- Reassessing the Presidency, editováno Johnem V. Densonem – kritika amerických prezidentů z pohledu libertarianismu,
- The Myth of National Defense, editováno Hansem Hermannem Hoppem – sbírka esejí o teorii a historii poskytování soukromé obrany.

Vedle toho institut pořádá e-learningové aktivity jako je Mises Academy (od roku 2010), Mises University od roku 1986 a The Austrian Scholars Conference. Institut hostil i mnohá symposium. Wardova a Masseyova knihovna institutu má téměř 35 tisíc svazků. Institut uděluje také různá vzdělávací stipendia.
Někteří členové Mises institutu (např. Thomas Woods) jsou vlivní v anarchokapitalistické frakci v Libertariánské straně, která údajně vede vnitřní politický boj s progresivisty a levicovými libertarány.

## Ludwig von Mises institut Česko a Slovensko
Roku 2010 vznikl Ludwig von Mises institut Česko a Slovensko. Jeho cílem bylo vzdělávání české a slovenské společnosti v otázkách ekonomie, politické filosofie a společenské harmonie. Institut obhajoval svobodu, dobrovolnost, individualismus a ochranu soukromého vlastnictví. Vydával články a knihy autorů, hlásících se k těmto myšlenkám, a pořádal Letní Akademii Mises Institutu. Ke konci roku 2016 tento institut jako právnická osoba zanikl.